# Pedro Montañez
Pour les articles homonymes, voir Montañez.
Pedro Montañez est un boxeur portoricain né le 24 avril 1914 à Cayey et mort le 26 juin 1996.

## Carrière
Professionnel de 1931 à 1940, il échoue par deux fois dans sa conquête du titre mondial, tout d'abord face au champion des poids légers Lou Ambers le 23 septembre 1937 puis contre le champion des poids welters Henry Armstrong le 24 janvier 1940.

## Distinction
- Pedro Montañez est membre de l'International Boxing Hall of Fame depuis 2007[3].